# Аэропорт Белфаст-Сити имени Джорджа Беста

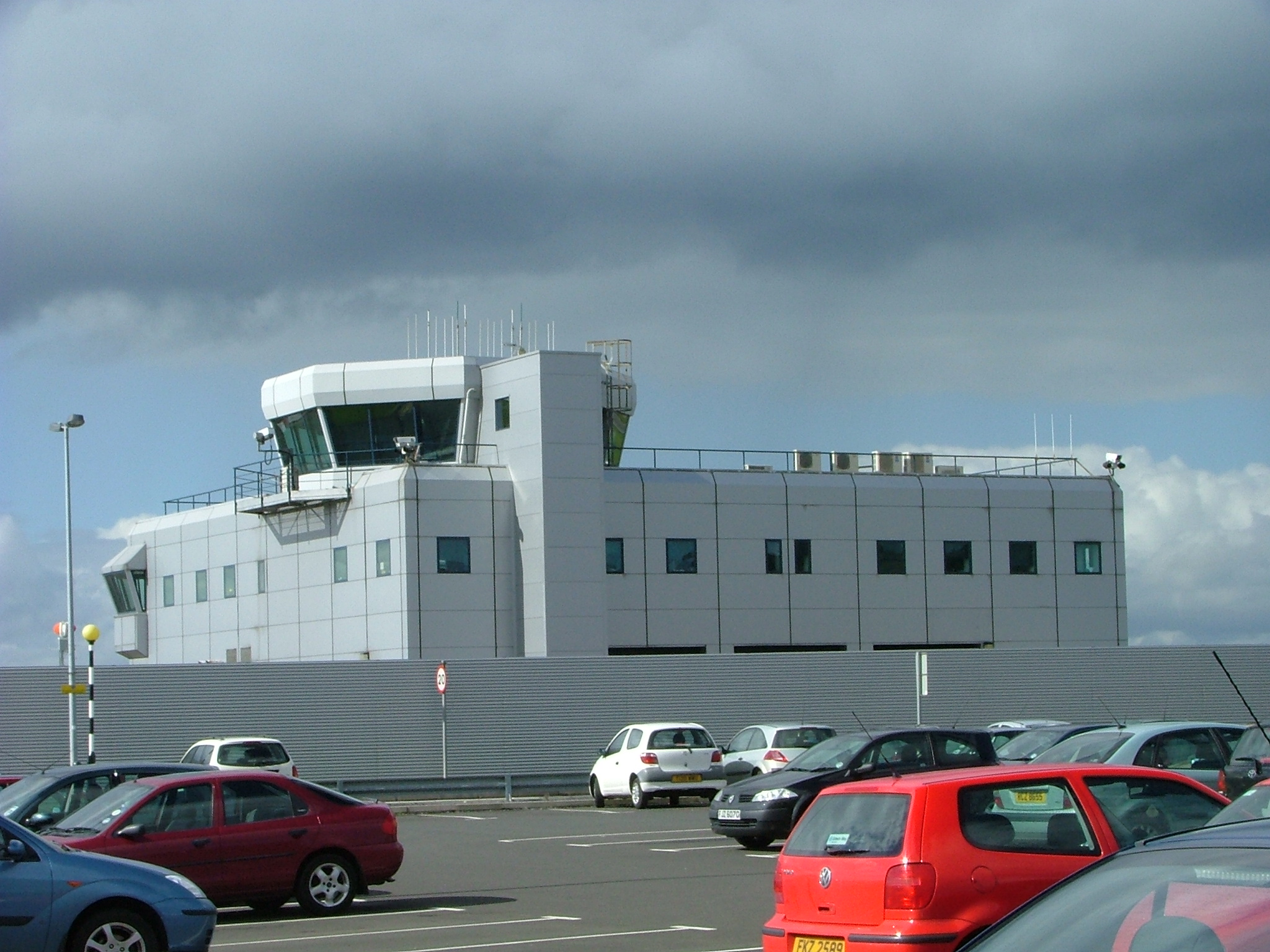
Контрольно-диспетчерский пункт аэропорта Белфаст-Сити

Аэропорт Белфаст-Сити имени Джорджа Беста (англ. George Best Belfast City Airport, ирл. Aerfort Chathair Bhéal Feirste George Best) (ИАТА: BHD, ИКАО: EGAC) — аэропорт в Белфасте, Северная Ирландия. В аэропорту функционирует одна взлётно-посадочная полоса. Расположен рядом с Белфастским портом, в 3.2 км от городского центра Белфаста. В аэропорту находятся производственные мощности Short Brothers/Bombardier. Коммерческая эксплуатация аэропорта началась в 1983.
Аэропорт, который назывался Белфаст-Сити, в 2006 был назван в честь Джорджа Беста, знаменитого футболиста, родившегося в восточном Белфасте.
Аэропорт обслужил 2.1 млн пассажиров в 2006 году, что больше, чем в 2001 году, на 76.6 %.
Аэропорт Белфаст-Сити — крупный хаб для Flybe, которая начала работу в аэропорту с 1993 года и сегодня является крупнейшим оператором аэропорта.
Аэропорт Белфаст-Сити имеет лицензию (номер P862), которая разрешает перевозки пассажиров и обучение пилотов.

## История
Лётное поле было создано авиастроительной компанией Short Brothers около её Белфастской фабрики в 1937, первым названием аэродрома было Аэропорт Сиденхем (по названию района Белфаста, где он находится). Это был главный гражданский аэропорт Белфаста с 1938 по 1939. Аэродром был реквизирован Королевским Флотом во время Второй мировой войны. Наттс-Корнер, бывшая база Королевских ВВС (RAF), стала главным аэропортом Белфаста (впоследствии аэропорт в Олдергрув стал главным аэропортом Северной Ирландии). Аэродром Сиденхем продолжал использоваться как военная база до 1970-х годов, после чего стал использоваться Shorts. В 1983 вследствие повышения спроса со стороны авиакомпаний и их пассажиров аэродром открылся для коммерческих рейсов под названием Аэропорт Гавань Белфаста (англ. Belfast Harbour Airport) (впоследствии он получил название Аэропорт Белфаст-Сити (англ. Belfast City Airport), которое аэропорт носил до 2005 года).

## Аэропорт сегодня
После крупных капитальных инвестиций Bombardier продала аэропорт за 35 млн фт. ст. испанской компании Ferrovial, владельцу British Airports Authority. Ferrovial — одна из крупнейших финансово-промышленных групп Европы, специализирующихся на управлении аэропортами.
30 октября 2007 Ryanair открыл 23-ю базу в аэропорту. Последний маршрут был открыт в лондонский аэропорт Станстед, после того Air Berlin как объявил о закрытии этого маршрута с 31 октября 2007.

## Транспорт
- Автомобиль:  аэропорт расположен на дороге A2, переход Сиденхем находится между Белфастом и Голливудом.
- Автобус:  маршрут 600 Flexibus оператора Airlink идёт от терминала в Белфаста к Автобусному Центру Европа, рядом с гостиницей Европа. Метробус 3 отходит каждые 20 минут из Сиденхема к зданию муниципалитета Белфаста. Оператор Airporter отправляет 9 автобусов ежедневно в Дерри.
- Железнодоложный транспорт:  аэропорт обслуживается Northern Ireland Railways Translink. Терминал с железнодорожной станцией Сиденхем связывает автобус.

## Планы развития и цели
Поскольку аэропорт находится недалеко от с жилых районов, проблема шумового загрязнения является главной причиной общественных протестов. Руководство аэропорта разработало стратегию контроля над шумом, в результате чего были разработаны процедуры и мероприятия по сокращению шумового загрязнения.
Аэропорт отправил запрос на отмену на лимит пассажирских мест, которые могут быть проданы на рейсы из аэропорта Белфаст-Сити — ключевой элемент соглашения 1997 года, который направлен против увеличения нагрузки аэропорта, расположенном в районе плотной жилой застройки. В результате местные жители создали общественную организацию, Коалицию Против Расширения Аэропорта Белфаст-Сити (англ. The Coalition Against Belfast City Airport Expansion), которая протестует против предложенных планов развития аэропорта.
В данный момент (декабрь 2008г) решается вопрос об увеличении длины взлётно-посадочной полосы на 590 метров, что должно позволить отправлять более дальние рейсы.
Основные ограничения на работу аэропорта:
- Требование выполнения рейсов строго между 6:30 и 21:30 (изменение этих сроков возможно только в исключительных случаях и только до 24:00).
- Ежегодно в аэропорту может совершаться не более 48 000 взлётов-посадок самолётов, включая частные и некоммерческие.
- Авиакомпании не должны продавать более 2 млн мест на рейсах из аэропорта в год.
- Самолёты большей части рейсов должны проходить над заливом Белфаст-Лох (в настоящее время 54.8 %), а не над городом.

## Переименование в честь Джорджа Беста

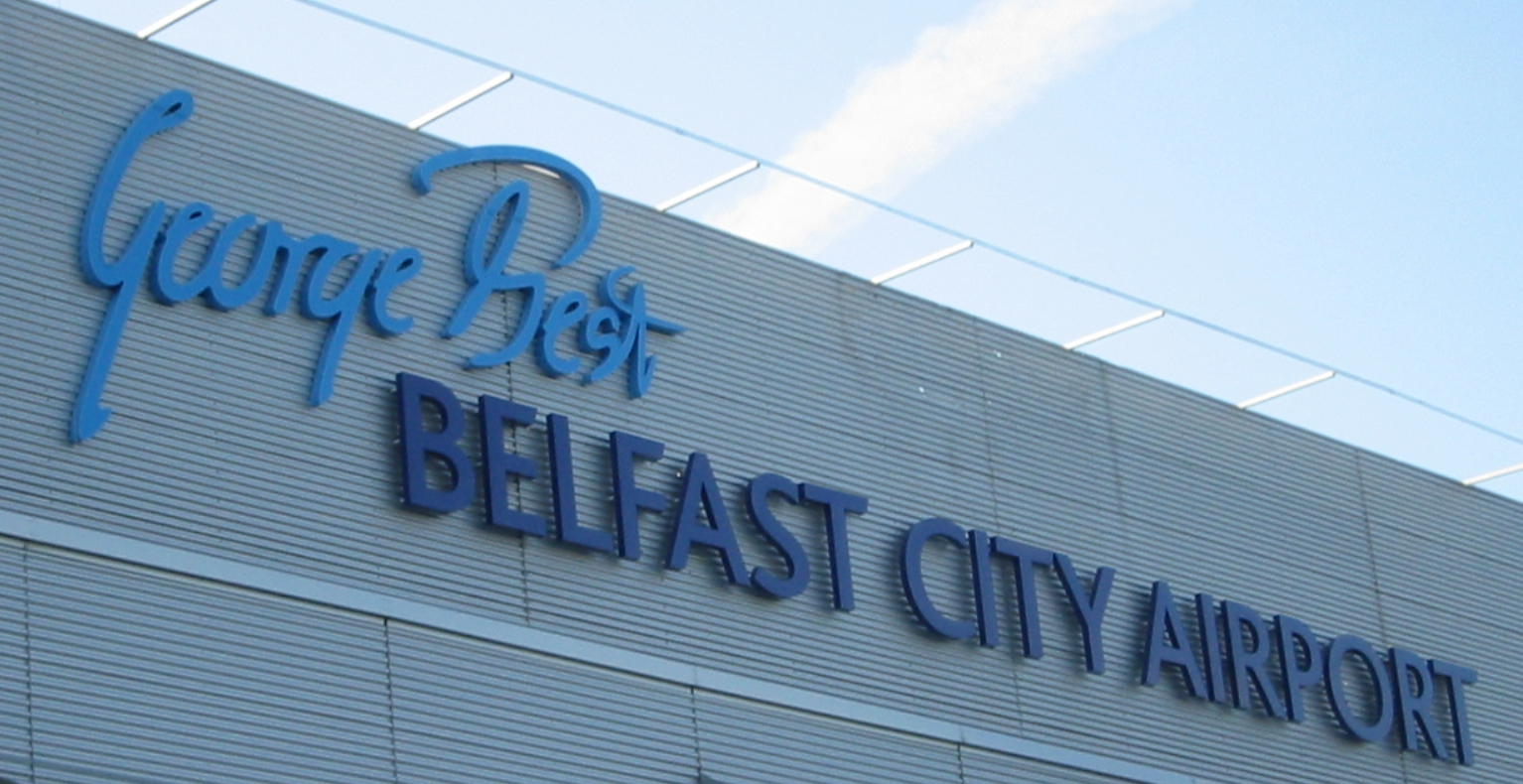
Новое название аэропорта

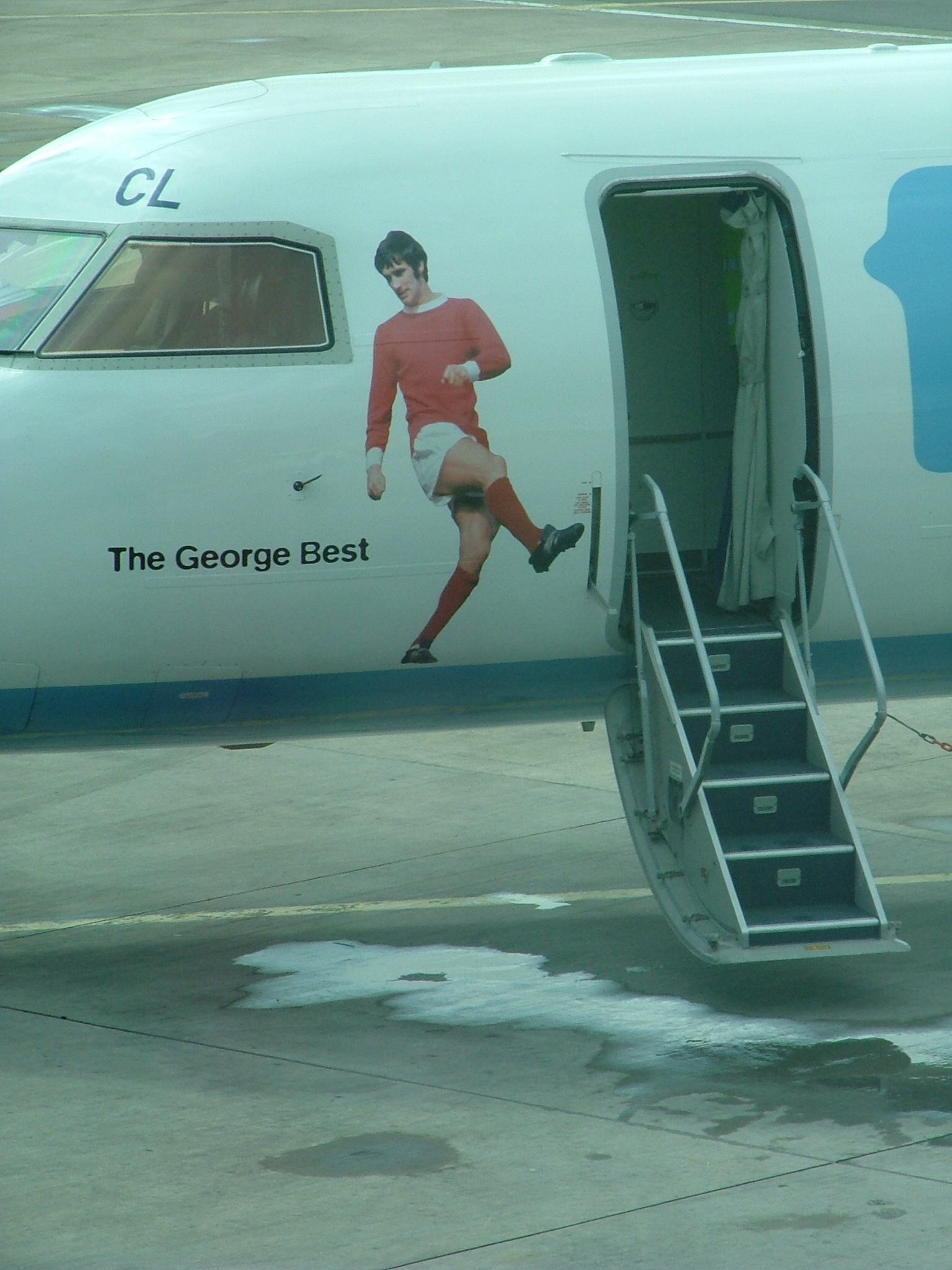
Самолёт Flybe в ливрее с Джорджем Бестом

В марте 2006 было объявлено о предстоящем переименовании аэропорта в честь великого футболиста, уроженца Белфаста, Джорджа Беста. Новым названием аэропорта стало, Аэропорт Белфаст-Сити имени Джорджа Беста (англ. George Best Belfast City Airport), церемония переименования, на которую были приглашены члены семьи и друзья футболиста, прошла 22 мая 2006, в день 60-летия со дня рождения Джорджа Беста.
В марте 2006 года авиакомпания Flybe объявила, что самолёт, совершающий рейсы между Манчестером и Белфаст-Сити, будет назван в честь Джорджа Беста, и впоследствии один из самолётов Dash 8 Q400 (G-JECL) действительно был назван в его честь.

## Авиакомпании
- Aer Arann
- Air France
  - CityJet для Air France, оператор ScotAirways
- EuroManx
- Flybe
  - оператор Loganair
- Manx2
- Ryanair